# Wohnhaus Pastorenweg 1
Das Wohnhaus Pastorenweg 1 in Bassum stammt vermutlich aus dem späten 18. Jahrhundert. Hier war früher die evangelische Pfarre im Osten. Es wird heute (2023) als Wohnhaus genutzt.
Das Gebäude ist ein Baudenkmal in Bassum.

## Geschichte
Das eingeschossige Gebäude in Fachwerk mit Krüppelwalmdach und Putzausfachungen wurde früher wohl auch als Bauernhaus u. a. der Familie Nöldeke (1812) genutzt.

Nach einer Sanierung und Umbauten war es seit um 1974 (bis ?) das evangelisches Kirchenbüro bzw. Gemeindehaus Pfarre im Osten. Heute ist es ein Wohnhaus.
Für die Pfarre im Osten der Stiftskirche Bassum wurden ab 1599 Stiftsgeistliche eingesetzt und die Pastoren im Kirchenlexikon benannt. Die Pfarre im Westen war zuvor (1549) eine Kaplanei, die auch 1599 in eine Stelle des Stiftsgeistlichen umgewandelt wurde. Heute hat seit 2015 die ev. Kirchengemeinde Bassum ihr Büro Am Kirchhof 4.